# Prix Thérèse-Daviau
Le prix Thérèse-Daviau est remis tous les deux ans par la Ville de Montréal à une personnalité citoyenne montréalaise.
Le prix a été nommé en honneur à Thérèse Daviau pour ses contributions au niveau de la communauté montréalaise. Il est remis à une personne qui, de la même manière, a contribué à améliorer la vie sociale ou politique de Montréal. Cette personne doit s'être distinguée dans un des domaines suivants: développement social, culture ou sports et loisirs, et avoir contribué de manière significative à améliorer la qualité de vie des Montréalais.
Un jury composé d'élus municipaux, de membres de la famille de madame Daviau et d'un fonctionnaire de la ville de Montréal détermine les critères de sélection. Il procède au choix du lauréat parmi les candidatures soumises par des organismes et des citoyens de Montréal.
Le lauréat reçoit une œuvre d'art au cours d’une cérémonie en présence d’élus municipaux, de partenaires de la Ville de Montréal, de membres de la famille de madame Daviau et de représentants des médias.

## Lauréats
- 2019:
- 2017 : Sylvie Rochette[3]
- 2015 : Jacynthe Ouellette
- 2013 : Ron Rayside
- 2011 : Léonie Couture (La rue des Femmes)
- 2009 : Emmett Johns
- 2007 : Monique Lefebvre et Claire Morissette (à titre posthume)
- 2006 : Twinkle Rudberg
- 2005 : Olga Hrycak
- 2004 : Lucia Kowaluk